# Orchidea bionda
Orchidea bionda (Ladies of the Chorus) è un film statunitense musicale del 1948, in bianco e nero, diretto da Phil Karlson, ed è stato il primo film in cui Marilyn Monroe ha recitato da protagonista.

## Trama
Peggy, figlia di una ballerina di varietà, che a sua volta diventa famosa allorché la madre si ritira dalla rivista. Ma l'amore complica le cose. Innamoratasi del giovane e ricco Randy Carroll, Peggy conosce i pregiudizi a cui la espone la sua professione. Alla festa di fidanzamento accade però qualcosa di inatteso. Di fronte alla rivelazione che Peggy frequenta il mondo dello spettacolo, la madre di Randy, che ha simpatia per la ragazza, racconta, inventando l'episodio, di essere stata lei stessa nello show business. Ora Peggy non ha più nulla di cui vergognarsi e l'amore vince su tutto e tutti.

## Produzione
Il musical venne girato in soli undici giorni.

### Cast
L'attrice Marilyn Monroe grazie all'agente Max Arnow, ottenne all'epoca un nuovo contratto alla Columbia Pictures, della durata di sei mesi, il cui compenso era pattuito per 175 dollari alla settimana. Girò l'unico film previsto, sotto la supervisione di Harry Cohn, dove non si limitò alla recitazione ma cantò, per la prima volta, anche due canzoni previste all'interno della pellicola.

## Colonna sonora
All'interno del film Monroe canterà insieme ad altre otto ragazze Every Baby Needs A Da Da Daddy ognuna tenendo in braccio un bambolotto e Anyone Can See I Love You entrambe di Allan Roberts e Lester Lee. Il film non è disponibile in italiano e ne esiste solo la copia con sottotitoli.

## Distribuzione

### Data di uscita
La pellicola uscirà in più edizioni nei cinema statunitensi:
- USA Ladies of the Chorus 30 dicembre 1948 (San Francisco, California)
- USA Ladies of the Chorus10 febbraio 1949
- USA Ladies of the Chorus 1º novembre 1952 (riedizione)

Conosciuto con il titolo di Ich tanze in dein Herz in Germania, Orquídea rubia in Venezuela e Orchidea bionda in Italia